# Tramwaje w kantonie Zug
Tramwaje w kantonie Zug − zlikwidowany system komunikacji tramwajowej w kantonie Zug w Szwajcarii, działający w latach 1907–1959.

## Historia

### Zuger Berg- und Strassenbahn(ZZB)
26 maja 1904 udzielono zgody na korzystanie z ulic przez tramwaje. 14 listopada 1905 została podpisana umowa na wybudowanie linii tramwajowej za kwotę 640 000 CHF. Otwarcie linii Zug Bahnhof SBB - Schönegg o długości 3 km nastąpiło 20 marca 1907. Dalszą część trasy z Schönegg - Zugerberg nastąpiło 14 maja 1907. W 1952 rozpoczęto rozmowy na temat przyszłości tramwajów. Ostatecznie linię tramwajową zamknięto 10 maja 1959 i zastąpiono autobusami. 

### Elektrische Strassenbahnen im Kanton Zug(ESZ)
Początkowo w okolicach Zug uruchomiono linie autobusowe, które później zawieszono z powodu trudnych warunków terenowych z którymi nie radziły sobie autobusy. Wszystkie trzy trasy otwarto 9 września 1913:
- Zug – Oberägeri o długości 12,5 km
- Zug – Baar – Talacker o długości 5,8 km
- Nidfurren – Menzingen o długości 4 km

Linie tramwajowe przebiegały najczęściej wzdłuż ulic. w miastach zostały postawione budynki na przystankach. Jako pierwszą zlikwidowano linię z Zug przez Baar do Talacker oraz Nidfurren – Menzingen 16 maja 1953. Ostatnią linię Zug – Oberägeri zamknięto 21 maja 1955. Wszystkie linie tramwajowe zastąpiono liniami autobusowymi.

## Linie
Linia tramwajowa obsługiwana przez ZZB:
- Zug Bahnhof SBB – Schönegg – Zugerberg

Linie tramwajowe obsługiwana przez ESZ:
- Zug – Oberägeri
- Zug – Baar – Talacker
- Nidfurren – Menzingen

## Tabor

### Zuger Berg- und Strassenbahn(ZZB)
Do obsługi linii posiadano 6 wagonów silnikowych, 3 doczepne i jeden doczepny towarowy. 
Dane techniczne taboru:
| Typ    | Rok produkcji | Liczba egzemplarzy/numery | Długość      | Waga     | Uwagi                       |
| ------ | ------------- | ------------------------- | ------------ | -------- | --------------------------- |
| Ce 2/2 | 1907          | 5/1 − 5                   | 7,8 m        | 11 ton   | wagony silnikowe            |
| Fe 2/2 | 1907          | 1/21                      | 7,6 m        | 8,7 ton  | wagon silnikowy towarowy    |
| O      | 1914          | 3/11 − 13                 | 2,3 m, 2,7 m | 0,6 tony | wagony doczepne pasażerskie |
| X      | 1907          | ?                         | ?            | ?        | wagon doczepny wieżowy      |

### Elektrische Strassenbahnen im Kanton Zug(ESZ)
Do obsługi sieci tramwajowej posiadano 7 wagonów silnikowych, 9 wagonów doczepnych i 14 wagonów towarowych. 
Dane techniczne taboru:
| Typ     | Rok produkcji    | Liczba egzemplarzy/numery | Długość      | Waga      | Uwagi                    |
| ------- | ---------------- | ------------------------- | ------------ | --------- | ------------------------ |
| CFe 4/4 | 1913             | 2/1, 2                    | 14,4 m       | 24 ton    | wagony silnikowe         |
| CFe 4/4 | 1913             | 1/3                       | 11,8 m       | 21 ton    | wagon silnikowy          |
| CFe 4/4 | 1913             | 1/4                       | 14,4 m       | 21 ton    | wagon silnikowy          |
| CFe 2/2 | 1913             | 3/11 − 13                 | 10,8 m       | 17 ton    | wagony silnikowe         |
| C4      | 11913            | 4/31 − 34                 | 12 m         | 10 ton    | wagony doczepne          |
| C       | 1920, 1926, 1946 | 5/36 − 40                 | 9,7 m        | 7 ton     | wagony doczepne          |
| K       | 1913, 1914       | 6/41 − 46                 | 8,1 m        | 6 ton     | wagony doczepne towarowe |
| L       | 1913, 1915       | 5/61 − 65                 | 8,2 m, 7,4 m | 4 − 5 ton | wagony doczepne towarowe |
| M       | 1913 − 1914      | 3/81 − 83                 | 8,1 m        | 5 ton     | wagony doczepne towarowe |